# Broughton (Lincolnshire)
Broughton is een civil parish in het bestuurlijke gebied North Lincolnshire, in het Engelse graafschap Lincolnshire met 5726 inwoners.